# Animal Spirits
Als Animal Spirits (deutsch animalische Instinkte, manchmal auch mit ‚Lebensgeister‘ [von lat. spiritus animales] wiedergegeben) werden irrationale Elemente im Wirtschaftsgeschehen, wie unreflektierte Instinkte, Emotionen und Herdenverhalten bezeichnet, welche nach Auffassung von Keynesianern zu konjunkturellen Schwankungen und unfreiwilliger Arbeitslosigkeit führen können. Die Bezeichnung wurde von John Maynard Keynes in "Allgemeine Theorie der Beschäftigung, des Zinses und des Geldes" von 1936 verwendet.
Darin definiert er Animal Spirits folgendermaßen:

“Even apart from the instability due to speculation, there is the instability due to the characteristic of human nature that a large proportion of our positive activities depend on spontaneous optimism rather than mathematical expectations, whether moral or hedonistic or economic. Most, probably, of our decisions to do something positive, the full consequences of which will be drawn out over many days to come, can only be taken as the result of animal spirits - a spontaneous urge to action rather than inaction, and not as the outcome of a weighted average of quantitative benefits multiplied by quantitative probabilities.”

„Abgesehen von der Instabilität, die aufgrund von Spekulation entsteht, ergibt sich Instabilität auch aus der menschlichen Natur, aufgrund der ein großer Teil unserer positiven Aktivitäten, seien sie moralischer oder hedonistischer oder wirtschaftlicher Art, eher von spontanem Optimismus als von mathematischen Kalkulationen abhängt. Wahrscheinlich können die meisten Entschlüsse etwas Positives zu tun, dessen volle Wirkungen sich über viele zukünftige Tage ausdehnen werden, nur auf Lebensgeister zurückgeführt werden – auf einen plötzlichen Anstoß zur Tätigkeit, statt Untätigkeit und nicht auf den gewogenen Durchschnitt quantitativer Vorteile, multipliziert mit quantitativen Wahrscheinlichkeiten.“

Nach Auffassung von Robert Shiller und George Akerlof wurde die Berücksichtigung irrationaler psychischer Motive zur Arbeit von den Anhängern des Keynesianismus bei der Interpretation der Allgemeinen Theorie jedoch weitgehend unterschlagen, um die Theorie stärker an den damals vorherrschenden Mainstream anzupassen, der den Wirtschaftsakteuren im Grundsatz rationales Verhalten unterstellte. Die beiden Autoren kommen zu einer Neuinterpretation des Keynesianismus, mit der aktuellen Problemen der Globalisierung und Finanzmarktregulierung begegnet werden soll. Damit gehören sie zu den prominenten Vertretern einer Wiederbelebung des Keynesianismus nach der Finanzkrise ab 2007. Sie knüpfen bei der Interpretation der Animal Spirits an neue Erkenntnisse der Verhaltensökonomik an und machen sie für die makroökonomische Analyse fruchtbar.